# Korhogo
Korhogo er en by i det nordlige Elfenbenskysten, med et indbyggertal (pr. 2002) på cirka 163.000. Byen er hovedstad i et departement af samme navn.